# Bella Casa – Hier zieht keiner aus!
Bella Casa – Hier zieht keiner aus! ist eine deutsche Filmkomödie von Edzard Onneken aus dem Jahr 2014 und die fünfte Episode der Fernsehreihe Bella mit Andrea Sawatzki in der Hauptrolle.

## Handlung
Bella Jung wohnt inzwischen allein mit ihrem kleinen Patensohn Tom in Berlin-Kreuzberg. Ihrem Vater hatte sie eine Wohnung besorgt und auch Tochter Lena ist in eine WG umgezogen und arbeitet als Volontärin in einem Verlag. Ihr Exmann Martin ist zwar von München nach Berlin zurückgezogen, hat aber auch eine eigene Wohnung. Eines Tages muss Bella mitsehen, wie die Senioren-WG ihres Vaters Friedrich geräumt wird, weil der leidenschaftliche Musiker Geld in neue Instrumente investiert hat, statt Miete für die stadteigene Wohnung zu zahlen. Beim zuständigen Bezirksamt erfährt Bella, dass das ganze Haus verkauft und saniert werden soll und sich die Miete nahezu verdoppeln würde. Somit ist auch Bellas Massagesalon betroffen, da sie die untere Etage dieses Hauses gemietet hat. Bella setzt alles daran dies zu verhindern und will für sich und die Hausgemeinschaft kämpfen. Krampfhaft sucht sie nach konstruktiven Ideen und hofft, dass Lena einen Artikel über diese Angelegenheit schreiben und im Verlag zur Veröffentlichung bringen könnte. Da sie das aber ablehnt, zeigt sie ihrer Mutter dafür, wie sie mit einem Computer und dem Internet umgehen kann. Hier schreibt sie erst einmal eine E-Mail an das zuständigen Bezirksamt, doch während sie dort fast einen ersten Sieg erringt, besetzt ihr Vater die geräumte Wohnung und macht ihr diesen Erfolg wieder zunichte. Durch diese Hausbesetzung wird aber die Presse auf die Angelegenheit aufmerksam und Lena kann nun doch aktiv werden. Und auch Martin versucht seinen Teil beizutragen, indem der mit der Bezirksstadträtin spricht, die er aus früheren Tagen persönlich kennt. Doch nichts bringt den erhofften Durchbruch und so beugen sich die ersten Mieter und ziehen aus.
Eigentlich wollte Bella mit Tom in Urlaub fahren, aber stattdessen kämpft sie nun mit aller Macht gegen den Hausverkauf. Für sie selber und Tom bleibt da gerade etwas zu wenig Zeit und einzig und allein ihr Vater scheint für ihre Probleme Verständnis zu haben. Friedrich wird inzwischen sein Trompetenspiel zum Verhängnis und, wie der Arzt es prophezeit hatte, bringt ihn die Musik ins Grab. Einen erneuten Schlaganfall überlebt Bellas Vater nicht. Martin redet seiner Exfrau zu, die Aktion zu beenden und ihre Kraft für sich selber einzusetzen. Bella will davon nichts hören und merkt erst, dass sie überfordert ist, als sie zusammenbricht. Sie gibt auf, obwohl sie für den nächsten Tag eine Demo organisiert hat. Den Mietern gesteht sie ein, sich überschätzt zu haben. Über eine Videobotschaft im Internet ruft sie alle auf weiterzukämpfen und mehr auf Zusammenarbeit zu setzen und nicht so viel im Alleingang zu machen wie sie es gatan hat. Diesen Fehler bereut sie macht nun ihren langersehnten Urlaub mit Tom. Die ahnt nicht, dass ihr Video soviel Aufmerksamkeit erregt hat und die Bezirksverwaltung erwägt, sich etwas einfallen zu lassen, um die öffentlichen Meinung und ihre Wähler zufriedenzustellen.

## Hintergrund
Bella Casa – Hier zieht keiner aus! wurde vom 5. September 2013 bis zum 11. November 2013 in Berlin und Umgebung gedreht und hatte am 4. September 2014 in Deutschland seine Premiere im ZDF. Bellas Tochter Lena wird auch in dieser Folge, wie schon in Bella Familia – Umtausch ausgeschlossen, nicht mehr von Lotte Flack gespielt, sondern von Lucie Hollmann.

## Kritiken
Rainer Tittelbach von tittelbach.tv wertete: „Das Leben geht weiter für Bella Jung. In ‚Bella Casa‘ bekommt es die umtriebige Frau mit der Wohnungspolitik in der Großstadt zu tun, mit Gentrifizierung, Luxussanierung, all dem, was ein sorgenfreies Beziehungs- und Familienleben erschwert. Für die Liebe bleibt deshalb keine Zeit. Das ist gut so – für die Glaubwürdigkeit dieser überaus gelungenen Komödien-Reihe, in der sich die Heldin an den typischen Herausforderungen des modernen Alltags abarbeitet. Hier paart sich Realismus mit einer Komödientonlage am Rande es Nervenzusammenbruchs.“
Die Kritiker der Fernsehzeitschrift TV Spielfilm vergeben die beste Wertung, den Daumen nach oben, und lobten: „Witzige Sprüche, tolle Nebenfiguren (Juliane Köhler als Eso-Freundin!) und eine gute Prise Sozialkritik: Die Filmreihe um die unperfekte Powerfrau Bella Jung ist derzeit [Anm.: 2014] die beste „Familienserie“ im deutschen TV.“ Ergo: „Differenziert, amüsant: Wohlfühl-TV mit Anspruch“.
Bei evangelisch.de urteilte Tilmann P. Gangloff: „Es ist schon beeindruckend, wie sich die ‚Bella‘-Reihe mit Andrea Sawatzki im Lauf der Jahre weiterentwickelt hat. Die Filme sind ein wunderbares Beispiel dafür, wie man mit den gleichen Hauptfiguren immer wieder neue Geschichten erzählen kann, obwohl die grundsätzliche Konstellation seit ‚Bella Vita‘ (2010) jeweils nur leicht modifiziert worden ist.“ „Bellas Welt ist bunt, anheimelnd und warm, aber mit zunehmender Dauer wird der Schatten, der auf diese Welt fällt, immer düsterer. Die Musik […] hat gleichfalls großen Anteil an der Stimmung; die gelegentlichen Songs haben einen direkten Bezug zur Handlung.“